# Nami Sano
Nami Sano (佐野菜見 Sano Nami?) (Prefectura de Hyögo, 17 de abril de 1987 - 5 de agosto de 2023) fue una dibujante de manga japonesa.

## Biografía
Debutó como dibujante en el 2010 con Fellow!. Su manga más famoso es Sakamoto desu ga?, que se publicó por entregas en la revista Harta del 12 de abril de 2012 al 14 de diciembre de 2015. La serie fue adaptada a una serie de anime en 2016. Su segundo manga, Migi to Dali, fue serializado de 2017 a 2021 también en la revista Harta. También se adaptará a un anime.
Sano murió el 5 de agosto de 2023, producto de un cáncer diagnosticado un mes antes. La noticia de su muerte fue hecha pública el 16 de agosto.